# Nostromo Defensa
Nostromo Defensa — аргентинська компанія, що працює в аерокосмічній сфері. Розташована в місті Кордова, Аргентина. З 2006 року компанія займається розробками в сфері конструювання безпілотних літальних апаратів військового та цивільного призначення. Генеральним директором компанії є Марсело Мартінес.

## Діяльність
З 1999 року Nostromo Defensa розробляє БПЛА для військових і цивільних потреб. Основний дослідницько-виробничий центр компанії знаходиться в Альта-Грасії, в 40 кілометрах від Кордови. Nostromo Defensa розробила для ВПС Аргентини БПЛА «Ярара». Також компанія розробляє і виробляє вертольоти марки Centinela.